# Scotochroa buprestoides
Scotochroa buprestoides là một loài bọ cánh cứng trong họ Melandryidae. Loài này được Kirby miêu tả khoa học năm 1837.